# Gert Hansson-Kaffa
Gert Ingvar Hansson-Kaffa, född 19 december 1934 i Kristianstad, död 2009, var en svensk målare, tecknare och konsthantverkare.
Han var son till fabriksarbetaren Charles Nilsson och Viola Hansson. Han var huvudsakligen autodidakt som konstnär men fick en viss vägledning av Axel Olsson samt under studieresor till Danmark. Han debuterade med en separatutställning i Kristianstad 1952 och ställde ut tillsammans med Börje Nettelbring och Thure Holmgren i Karlskrona 1955. Bland hans offentliga arbeten märks en målning i Kristianstad nya tingshus samt en väggmålning i Vinslövs folkskola och kyrkomålningar bl.a. i Den himmelska glädjens kapell vid stiftelsen Gratia Dei i Kristianstad. Hans konst består av religiösa motiv samt  mosaik, skulptur och snickeri. Hansson-Kaffa är representerad vid Karlshamns museum och Gustav VI Adolfs samling.